# 密花狸藻
密花狸藻（学名：Utricularia densiflora）為狸藻屬水生食虫植物，为巴西的特有种。其种加词“densiflora”来源于希腊文“denso”和“flos”，意为“厚”和“花”，指其密集的花朵，每个花序的顶部约聚集了15至23朵花。密花狸藻的匍匐茎可长达8厘米。其花序可长达10厘米，花朵和苞片呈螺旋状排序。其特征为最下部的花开时，顶部还有几个未成熟或休眠的花芽。密花狸藻在形态特征上类似于竖花狸藻（U. erectiflora）和迈耶狸藻（U. meyeri）。
密花狸藻存在于巴西戈亚斯韦阿代鲁斯高地国家公园（Chapada dos Veadeiros National Park）的Serra da Baleia附近。其生长于草原内水深约7厘米的自然水塘中，并与谷精草属植物（Eriocaulon aff. heteropeplon）同域分布。2009年，其模式标本采集于海拔1100米处。2011年，保罗·塞萨尔·波列罗·索萨（Paulo Cesar Baleeiro Souza）和克劳迪娅·佩蒂安·博韦（Claudia Petean Bove）正式描述了密花狸藻。